# Múrom (Vladímir)
|  | Per a altres significats, vegeu «Múrom». |

Múrom (en rus Муром) és una ciutat de l'óblast de Vladímir, Rússia. Es troba a la vora esquerra de l'Okà, a 300 km a l'est de Moscou. El 2006 tenia 126.768 habitants.

## Història
La ciutat ja es menciona per primer cop el 862, aleshores a la frontera oriental de la zona d'ocupació dels eslaus de l'est, al territori d'un poble ugrofinès anomenat muromians. És una de les quatre aglomeracions més antigues de Rússia.
Entre el 1010 i el 1393 Múrom era la capital d'un principat independent. A la mort del dirigent Iaroslav, el territori, sense príncep, va ser anexionat al principat de Txernigov. En aquesta època la ciutat va ser saquejada per búlgars el 1088 i el 1096.

## Galeria

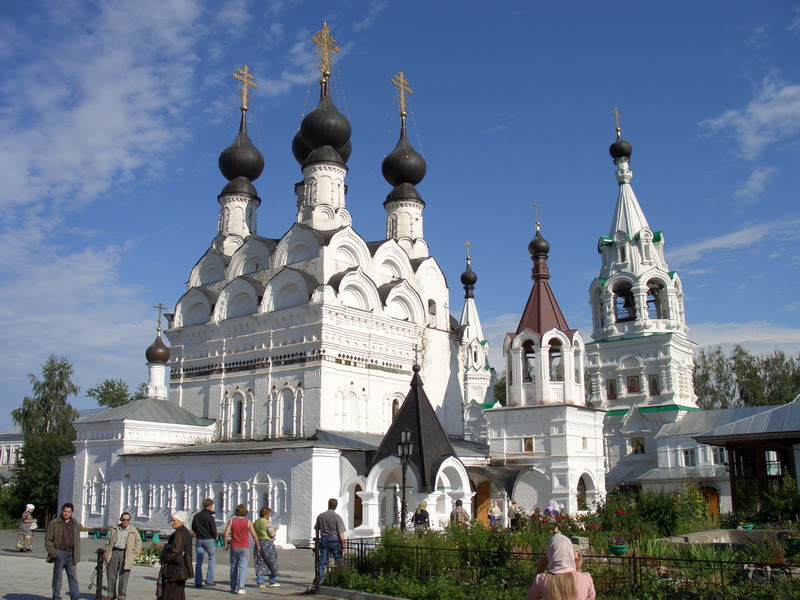
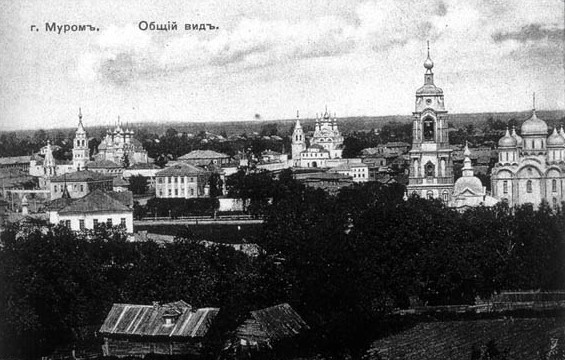
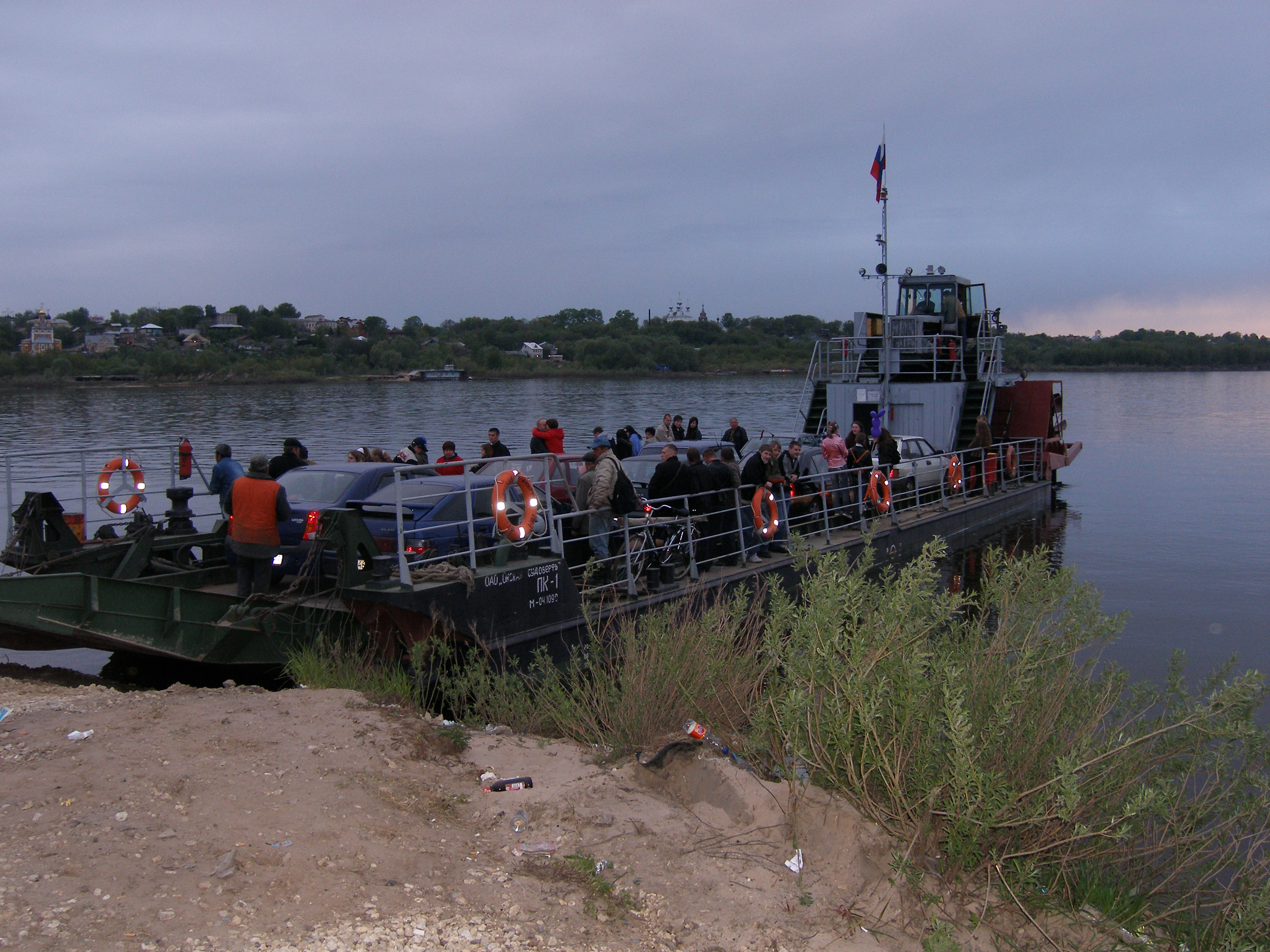